# Chiarano
Chiarano là một đô thị (comune) thuộc tỉnh Treviso, vùng Veneto, Ý.